# Virginia Slims of Houston 1975
Virginia Slims of Houston 1975  — жіночий тенісний турнір, що проходив на закритих кортах з килимовим покриттям Sam Houston Coliseum у Х'юстоні (США) в рамках Світової чемпіонської серії Вірджинії Слімс 1975. Турнір відбувся вп'яте і тривав з 10 березня до 15 березня 1975 року. Друга сіяна Кріс Еверт здобула титул в одиночному розряді й отримала за це 15 тис. доларів США.

## Фінальна частина

### Одиночний розряд
Кріс Еверт —  Маргарет Корт 6–3, 6–2
- Для Еверт це був 3-й титул в одиночному розряді за сезон і 42-й — за кар'єру.

### Парний розряд
Франсуаза Дюрр /  Бетті Стов —  Івонн Гулагонг /  Вірджинія Вейд 2–6, 6–3, 7–6(5–2)

## Розподіл призових грошей
| Дисципліна       | П       | F      | ПФ     | ЧФ     | 1/8    | 1/16 |
| Одиночний розряд | $15,000 | $8,500 | $4,200 | $2,100 | $1,100 | $550 |